# Péronnes-lez-Antoing
Péronnes-lez-Antoing is een dorp in de Belgische provincie Henegouwen, en een deelgemeente van de Waalse stad Antoing.
Péronnes-lez-Antoing was een zelfstandige gemeente, tot die bij de gemeentelijke herindeling van 1977 toegevoegd werd aan de gemeente Antoing.

## Bezienswaadigheden
- De kapel Notre-Dame aux Neiges (Onze-Lieve-Vrouwe ter Sneeuw),[1] opgetrokken in 1889, ter vervanging van een oudere kapel uit 1748.[2]
- De Sint-Andreaskerk (Église Saint-André), bakstenen kerk van 1954.
- Enkele historische sluizencomplexen in het Kanaal Pommerœul-Antoing.

## Natuur en landschap
Péronnes-lez-Antoing ligt aan de Schelde. Ten zuiden van de kom komt het Kanaal Pommerœul-Antoing, via sluizen en het Grand Large de Péronnes, uit op de Schelde. De hoogte bedraagt 24-38 meter, afnemend tot 12 meter op het watervlak. Ook hier vindt men een verlaten kalksteengroeve, omringd door een park.

## Demografische ontwikkeling
- Bronnen:NIS, Opm:1831 tot en met 1970=volkstellingen, 1976= inwoneraantal op 31 december

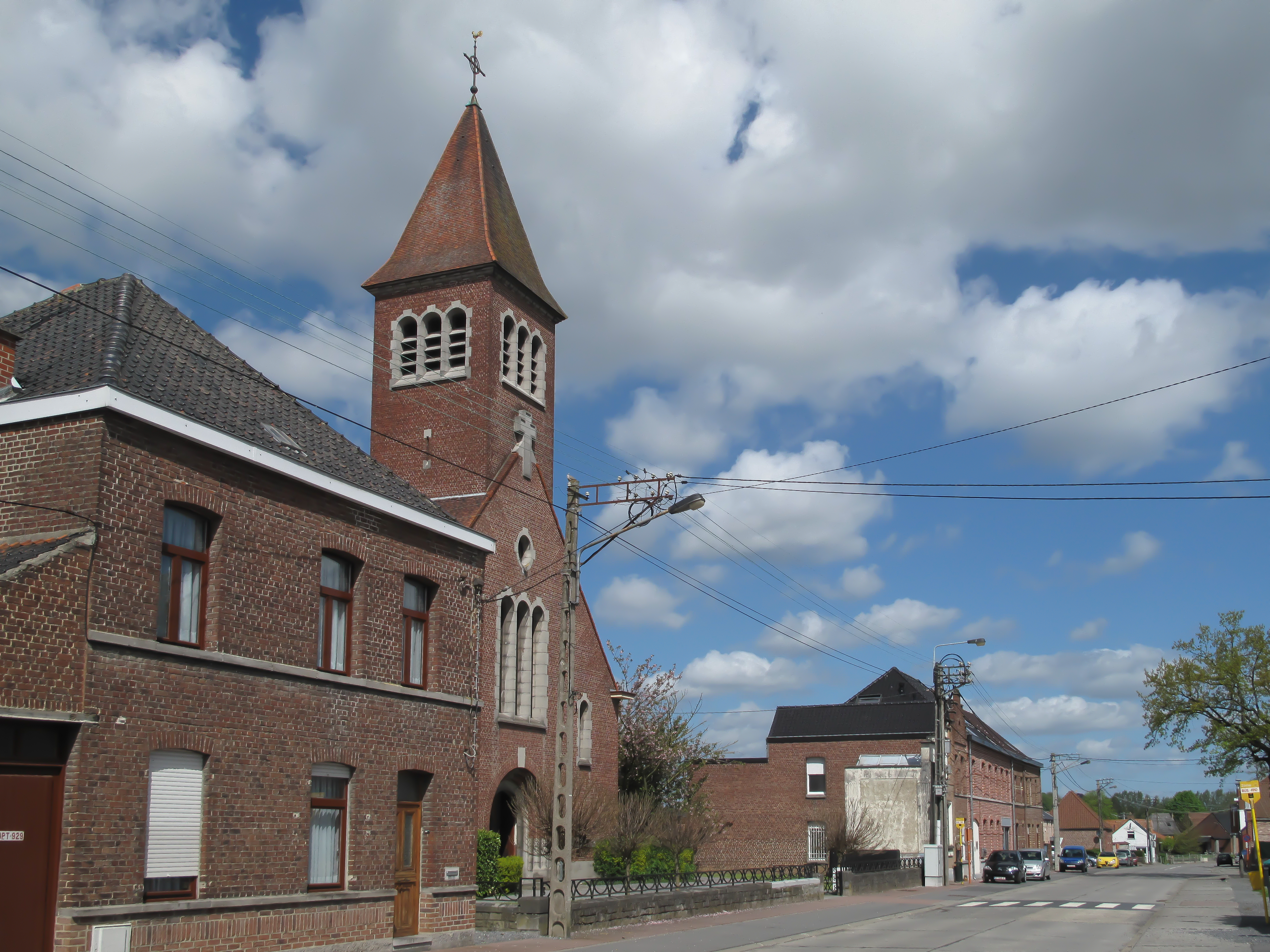
Kerk in Péronnes
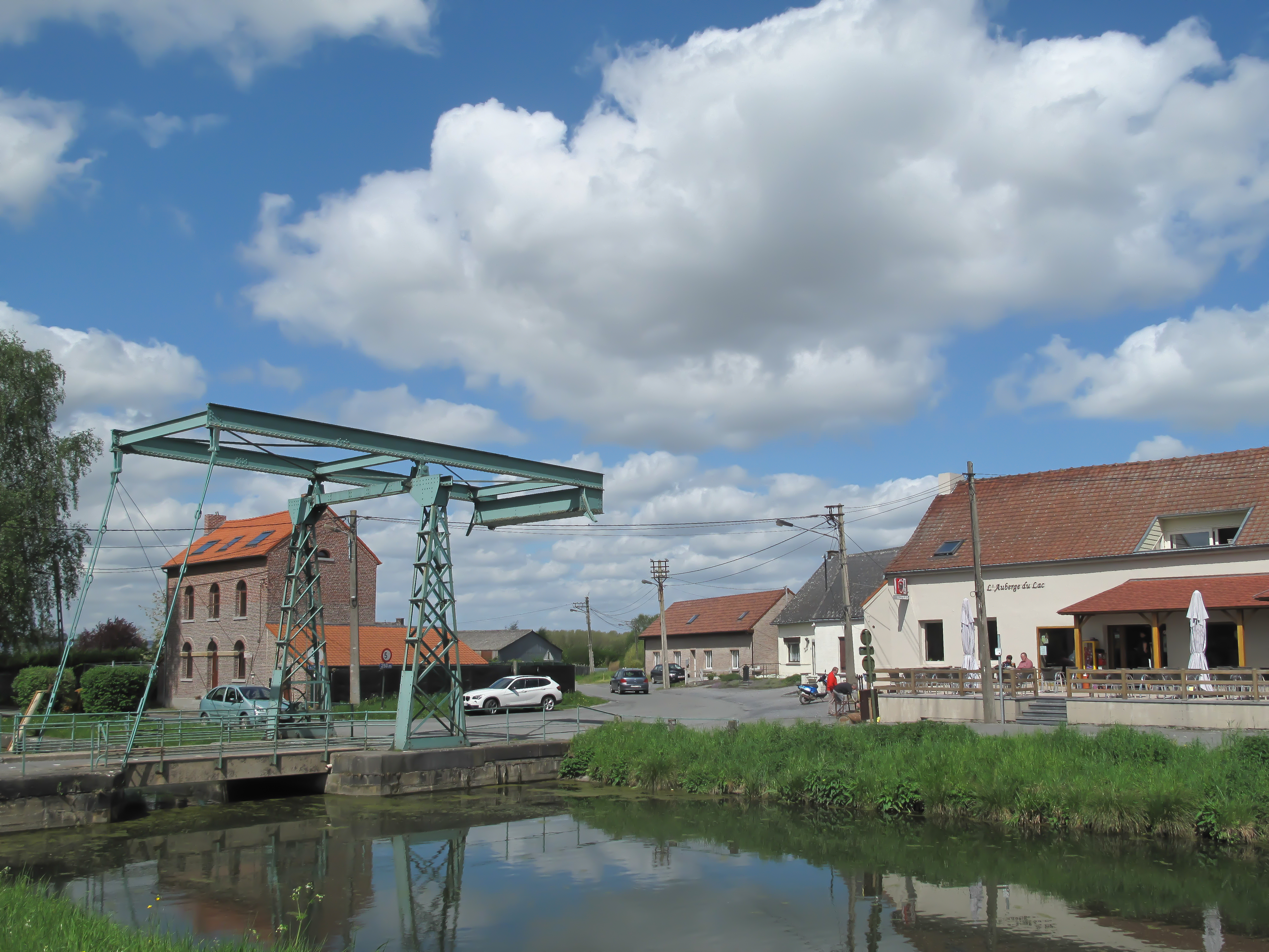
Ophaalbrug bij Péronnes
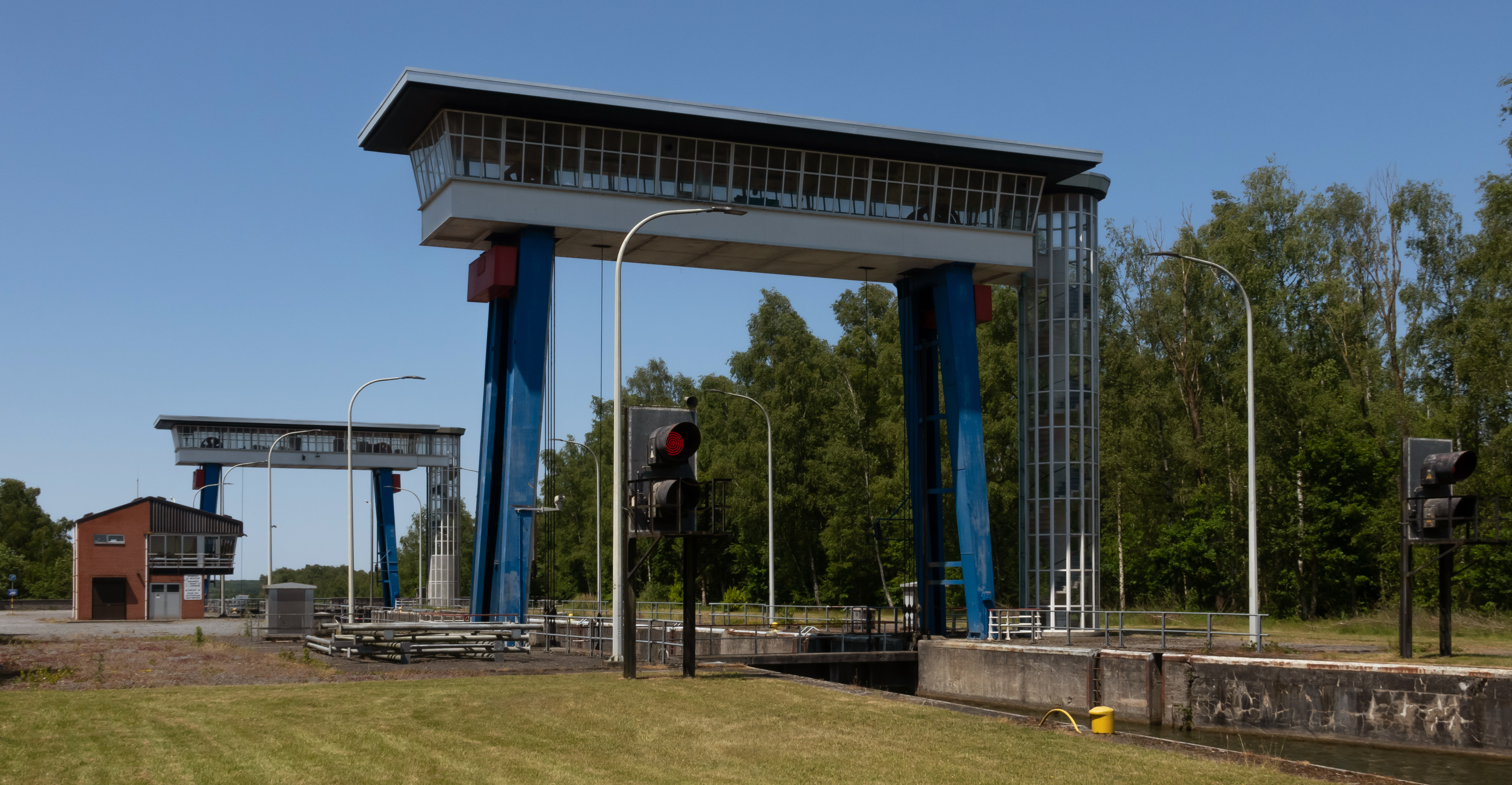
Peronnes, sluis: l'écluse Peronnes

## Nabijgelegen kernen
Antoing, Bruyelle, Fontenoy, Maubray, Laplaigne